# Festival de Cannes 2016
Le Festival de Cannes 2016, 69e édition du festival, se déroule du 11 au 22 mai 2016 au Palais des festivals, à Cannes. Le président du jury est le réalisateur australien George Miller. Le maître de cérémonie est l'acteur Laurent Lafitte.

## Déroulement et faits marquants
L'inscription des films à la présélection est ouverte du 1er novembre 2015 au 15 février 2016.

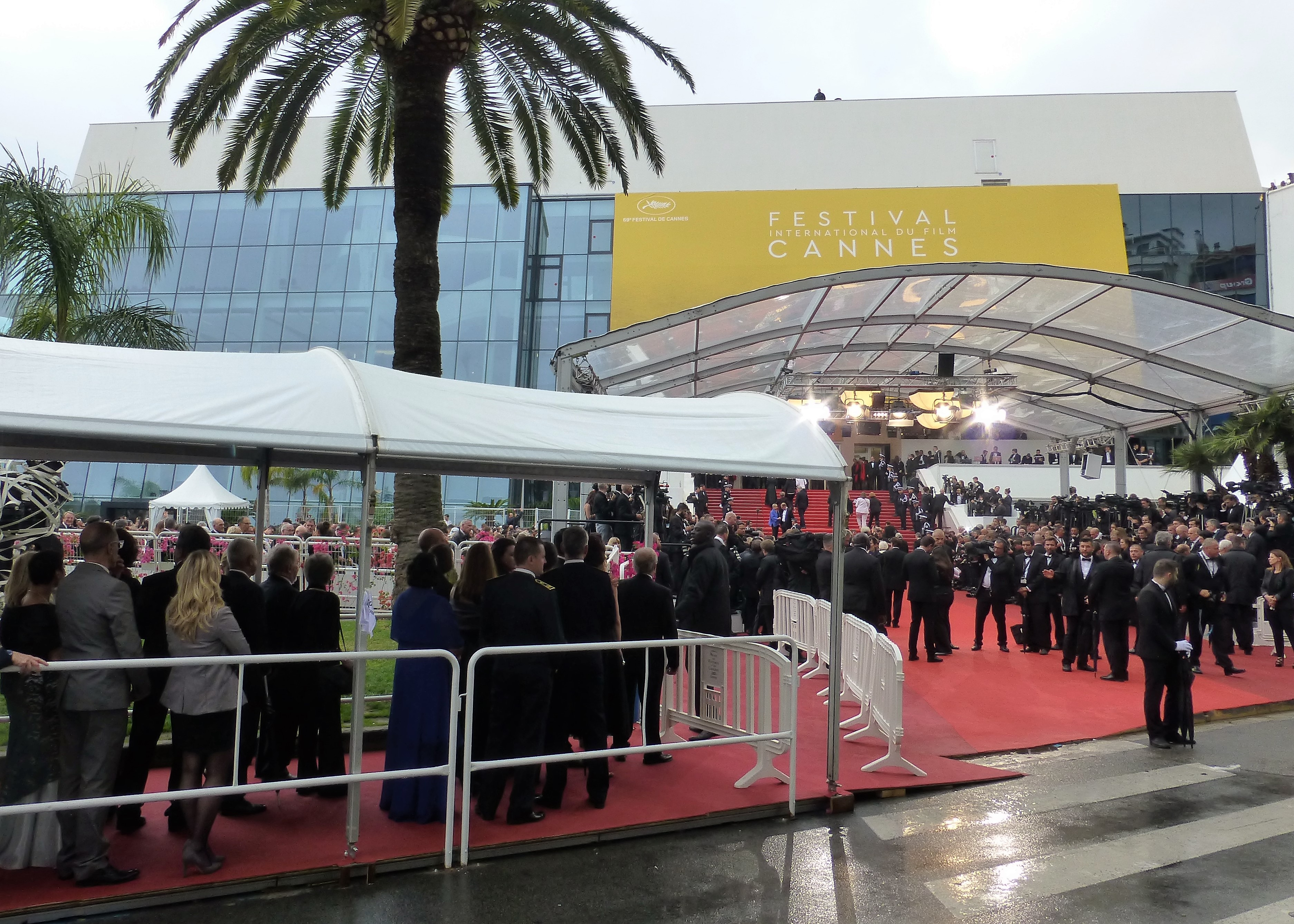
Le Palais des Festivals lors de la cérémonie d'ouverture.

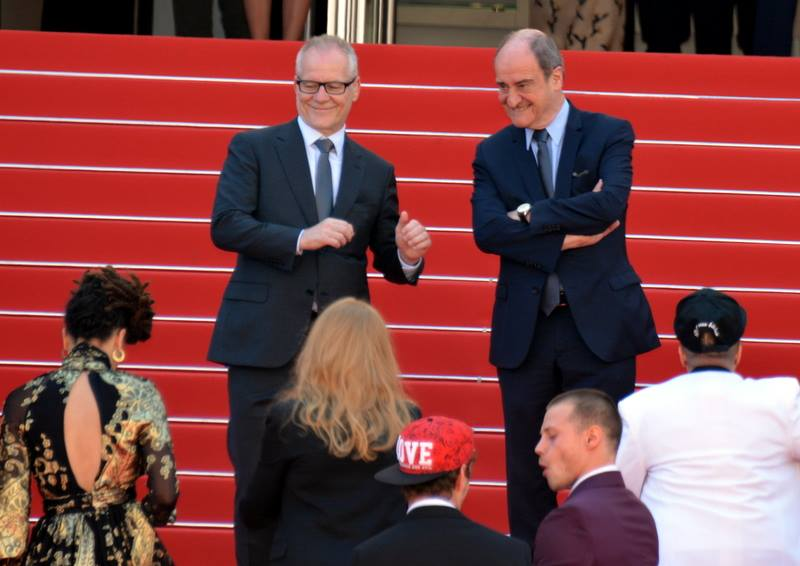
Le délégué général Thierry Frémaux et le président du festival Pierre Lescure lors de la montée des marches du film American Honey

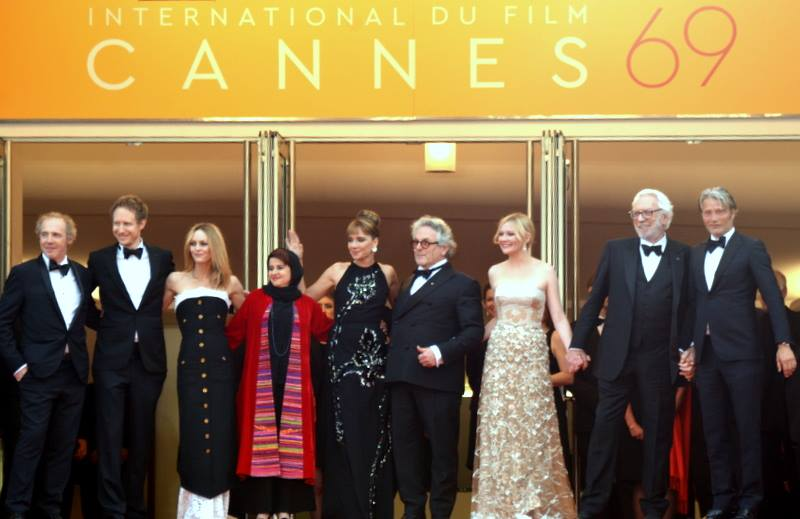
Le jury du festival.

Le 2 février 2016, il est annoncé que ce sera le réalisateur australien George Miller qui présidera le jury. Il avait présenté l'année précédente au festival Mad Max: Fury Road. Il avait déjà été membre du jury international à deux reprises, en 1988 sous la présidence d'Ettore Scola, et 1999 sous la présidence de David Cronenberg.  À l'origine, Thierry Frémaux et Pierre Lescure voulaient confier la présidence à une femme, songeant notamment à Juliette Binoche ou encore Kathryn Bigelow. Le poste fut ensuite proposé à Jean-Luc Godard, qui déclina.
La conférence de presse annonçant la sélection officielle, les jurys et tous les événements qui seront organisés pendant le festival s'est déroulée le 14 avril 2016.
Le 9 mars 2016, il est annoncé que ce sera Laurent Lafitte qui succédera à Lambert Wilson en tant que maître de cérémonie.
Le 15 mars 2016, il est annoncé que la réalisatrice japonaise Naomi Kawase, lauréate de la Caméra d'or pour Suzaku en 1996 et du Grand Prix pour La Forêt de Mogari en 2007, présidera le jury de la Cinéfondation. Elle a déjà été membre du jury de la sélection officielle en 2013 sous la présidence de Steven Spielberg.
L'affiche du festival est dévoilée le 21 mars 2016. Contrairement aux années précédentes, il s’agit de l'affiche d'un film, en l'occurrence celle du Mépris de Jean-Luc Godard. Michel Piccoli y est de dos, en train de monter des marches, celles de la villa Malaparte, symbole d’ascension et clin d'œil aux marches du Festival.
Le 22 mars 2016, il est annoncé que ce sera la réalisatrice Valérie Donzelli qui présidera le jury de la Semaine de la critique.
Le 24 mars 2016, l'affiche de la Quinzaine des réalisateurs est dévoilée, d'après une photo de Cécile Burban.
Le 25 mars 2016, il est annoncé que le réalisateur finlandais Aki Kaurismäki, lauréat du Grand Prix pour L'Homme sans passé en 2002, recevra le Carrosse d'or à la Quinzaine des réalisateurs.
Le 29 mars 2016, il est annoncé que le film d'ouverture sera Café Society de Woody Allen. C'est la troisième fois qu'Allen présente un de ses films en ouverture du Festival de Cannes, après Hollywood Ending en 2002 et Minuit à Paris en 2011.
Le 31 mars 2016, l'affiche de la Semaine de la critique est dévoilée. Il s'agit d'une image de l'actrice Jessica Chastain dans le film Take Shelter de Jeff Nichols qui avait d'ailleurs remporté le Grand prix de la semaine de la critique en 2011.
Le 11 avril 2016, il est annoncé que l'acteur danois Mads Mikkelsen sera dans le jury de George Miller. Le reste du jury sera annoncé le 14 avril 2016 lors de la conférence de presse où seront annoncés les films de la sélection officielle. Les comédiennes Kirsten Dunst (Prix d'interprétation féminine du Festival de Cannes en 2011) et Valeria Golino sont tout de même annoncées par le même biais que Mikkelsen,.
Le 12 avril 2016, le jury de L'Œil d'or – Prix du documentaire – La Scam est dévoilé et sera présidé par Gianfranco Rosi.
La veille de la conférence de presse, la sélection des courts métrages et de la Cinéfondation est dévoilé le 13 avril 2016.

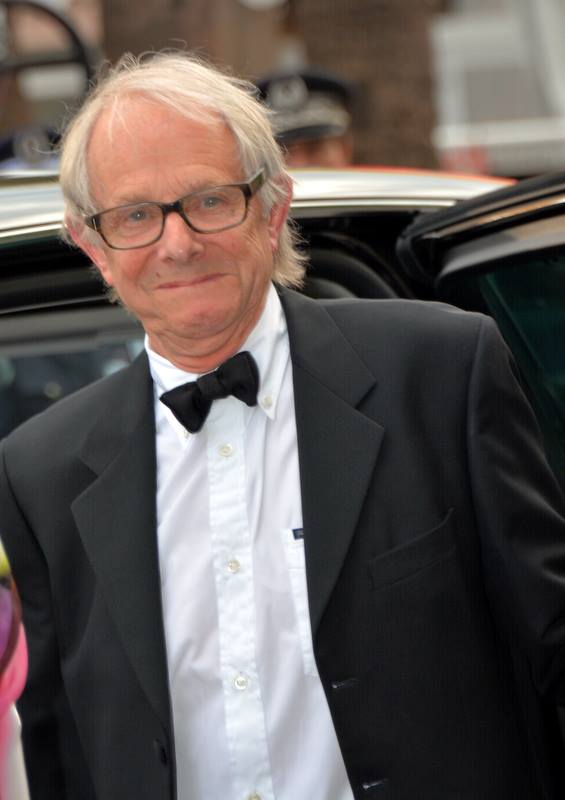
Ken Loach - ici pendant le festival - reçoit la Palme d'or pour Moi, Daniel Blake.

Le 14 avril 2016, jour de la conférence de Thierry Frémaux et Pierre Lescure, la sélection officielle fut annoncée. Thierry Frémaux dévoila que le film de clôture sera la projection de la Palme d'or, à titre expérimental, étant donné que la médiatisation est moindre en fin de festival. Deux nouveaux jurés de la compétition sont annoncés : le réalisateur français Arnaud Desplechin et le comédien canadien Donald Sutherland.
La sélections des longs et courts métrages de la Semaine de la critique sont annoncés le 18 avril 2016 par Charles Tesson, le délégué général. Le lendemain c'est celle de la Quinzaine des réalisateurs qui est annoncée.
Le 21 avril 2016 se tient sur les marches et à l'intérieur du Palais, ainsi que simultanément dans plusieurs établissements scolaires de la ville de Cannes, un exercice de sécurité simulant une attaque terroriste avec prise d'otages impliquant 200 figurants face aux forces de l'ordre locales et nationales, police, gendarmerie et intervention du RAID.
Le 22 avril 2016, plusieurs films sont annoncés, comme complément, dans les sections officielles, dont le nouveau film d'Asghar Farhadi en compétition.
L'ensemble des membres du jury des longs métrages est dévoilé le 25 avril 2016,. Les autres membres des jurys officiels sont dévoilés le 28 avril 2016.
Le 10 mai 2016, la veille de la cérémonie d'ouverture, il est annoncé que l'acteur Jean-Pierre Léaud aura une Palme d'honneur pour l'ensemble de sa carrière.
Lors de la cérémonie d'ouverture c'est la comédienne américaine Jessica Chastain et le comédien français Vincent Lindon (Prix d'interprétation masculine en 2015) qui ouvrent le 69e Festival de Cannes.
L'acteur Laurent Lafitte, maître de cérémonie, tente de faire rire l’assistance en faisant une plaisanterie de mauvais goût sur le réalisateur Woody Allen, accusé d’agressions sexuelles sur sa propre fille, ce qui provoque des sourires gênés et un malaise général.
C'est le comédien américain Mel Gibson qui remet la Palme d'or. La récompense revient au film Moi, Daniel Blake du réalisateur britannique Ken Loach qui reçoit d'ailleurs ce prix pour la seconde fois de sa carrière, dix ans après Le Vent se lève. Il devient ainsi le huitième cinéaste doublement palmé après Francis Ford Coppola, Shōhei Imamura, Emir Kusturica, Bille August, les frères Dardenne et Michael Haneke.
Cela fait suite à un palmarès décrié, comparable à ceux  de l'édition 2012 et 2015 du festival. Plusieurs longs-métrages grands favoris de la critique française et internationale (Toni Erdmann, Paterson, Aquarius et Elle) furent ignorés, le jury ayant préféré des films ayant eu une réception polarisée (Juste la fin du monde, American Honey et Personal Shopper),,,,.

## Jurys

### Compétition
| Nom | Nom                               | Qualité                                                    | Nationalité          |
| --- | --------------------------------- | ---------------------------------------------------------- | -------------------- |
|     | George Miller (président du jury) | Réalisateur, scénariste et producteur                      | Australie            |
|     | Kirsten Dunst                     | Actrice, productrice, chanteuse, mannequin et réalisatrice | États-Unis Allemagne |
|     | Valeria Golino                    | Actrice, réalisatrice et productrice                       | Italie               |
|     | Vanessa Paradis                   | Chanteuse, actrice et mannequin                            | France               |
|     | Katayoun Shahabi                  | Productrice et distributrice                               | Iran                 |
|     | Arnaud Desplechin                 | Réalisateur                                                | France               |
|     | Mads Mikkelsen                    | Acteur                                                     | Danemark             |
|     | László Nemes                      | Réalisateur et scénariste                                  | Hongrie              |
|     | Donald Sutherland                 | Acteur                                                     | Canada               |

### Caméra d'or
| Nom                                    | Qualité                      | Nationalité |
| -------------------------------------- | ---------------------------- | ----------- |
| Catherine Corsini (présidente du jury) | Réalisatrice et scénariste   | France      |
| Jean-Christophe Berjon                 | Critique                     | France      |
| Alexandre Rodnianski                   | Producteur                   | Russie      |
| Isabelle Frilley                       | Présidente-directrice        | France      |
| Jean-Marie Dreujou                     | Directeur de la photographie | France      |

### Un certain regard
| Nom                                | Qualité                           | Nationalité           |
| ---------------------------------- | --------------------------------- | --------------------- |
| Marthe Keller (présidente du jury) | Actrice                           | Suisse                |
| Jessica Hausner                    | Réalisatrice                      | Autriche              |
| Diego Luna                         | Acteur, réalisateur et producteur | Mexique / Royaume-Uni |
| Ruben Östlund                      | Réalisateur                       | Suède                 |
| Céline Sallette                    | Actrice                           | France                |

### Cinéfondation et des courts métrages
| Nom                               | Qualité                                    | Nationalité   |
| --------------------------------- | ------------------------------------------ | ------------- |
| Naomi Kawase (présidente du jury) | Réalisatrice et scénariste                 | Japon         |
| Marie-Josée Croze                 | Actrice                                    | France Canada |
| Jean-Marie Larrieu                | Réalisateur                                | France        |
| Santiago Loza                     | Réalisateur, auteur dramatique et écrivain | Argentine     |
| Radu Muntean                      | Réalisateur                                | Roumanie      |

### Semaine de la critique
- Valérie Donzelli (présidente du jury), actrice, réalisatrice et scénariste  France
- Alice Winocour, réalisatrice et scénariste,  France
- Nadav Lapid, réalisateur et écrivain,  Israël
- David Robert Mitchell, réalisateur et scénariste,  États-Unis
- Santiago Mitre, réalisateur, acteur et scénariste,  Argentine

### L'Œil d'or
- Gianfranco Rosi (président du jury), réalisateur,  Italie
- Anne Aghion, réalisatrice et productrice,  France
- Natacha Régnier, actrice,  Belgique
- Thierry Garrel, ancien directeur des documentaires d'Arte,  France
- Amir Labaki, critique,  Brésil

### Queer Palm
- Olivier Ducastel et Jacques Martineau (présidents du jury), réalisateurs,  France

## Sélections

### Sélection officielle

#### Compétition
La sélection officielle en compétition se compose de 21 films :
| Titre                               | Réalisation                 | Distribution                                                                 | Pays         |
| ----------------------------------- | --------------------------- | ---------------------------------------------------------------------------- | ------------ |
| Toni Erdmann                        | Maren Ade                   | Peter Simonischek, Sandra Hüller                                             | Allemagne    |
| Julieta                             | Pedro Almodóvar             | Emma Suárez, Adriana Ugarte                                                  | Espagne      |
| American Honey                      | Andrea Arnold               | Sasha Lane, Shia LaBeouf, Arielle Holmes, Riley Keough                       | Royaume-Uni  |
| Personal Shopper                    | Olivier Assayas             | Kristen Stewart, Lars Eidinger, Anders Danielsen Lie, Nora von Waldstätten   | France       |
| La Fille inconnue                   | Jean-Pierre et Luc Dardenne | Adèle Haenel, Jérémie Renier, Olivier Gourmet, Fabrizio Rongione             | Belgique     |
| Juste la fin du monde               | Xavier Dolan                | Gaspard Ulliel, Marion Cotillard, Vincent Cassel, Léa Seydoux, Nathalie Baye | Canada       |
| Ma Loute                            | Bruno Dumont                | Juliette Binoche, Valeria Bruni Tedeschi, Fabrice Luchini                    | France       |
| Le Client (Forushande)              | Asghar Farhadi              | Shahab Hosseini, Taraneh Allidousti                                          | Iran         |
| Mal de pierres                      | Nicole Garcia               | Marion Cotillard, Louis Garrel, Àlex Brendemühl                              | France       |
| Rester vertical                     | Alain Guiraudie             | Damien Bonnard, India Hair, Laure Calamy, Christian Bouillette               | France       |
| Paterson                            | Jim Jarmusch                | Adam Driver, Golshifteh Farahani                                             | États-Unis   |
| Aquarius                            | Kleber Mendonça Filho       | Sônia Braga, Irandhir Santos, Humberto Carrão                                | Brésil       |
| Moi, Daniel Blake (I, Daniel Blake) | Ken Loach                   | Dave Johns, Hayley Squires                                                   | Royaume-Uni  |
| Ma' Rosa                            | Brillante Mendoza           | Jaclyn Jose, Andi Eigenmann, Felix Roco, Jomari Angeles, Julio Diaz          | Philippines  |
| Baccalauréat (Bacalaureat)          | Cristian Mungiu             | Vlad Ivanov, Adrian Titieni, Maria-Victoria Dragus                           | Roumanie     |
| Loving                              | Jeff Nichols                | Joel Edgerton, Ruth Negga, Marton Csokas, Nick Kroll, Michael Shannon        | États-Unis   |
| Mademoiselle (Agassi, 아가씨)       | Park Chan-wook              | Kim Min-hee, Kim Tae-ri, Ha Jeong-woo, Jo Jin-woong                          | Corée du Sud |
| The Last Face                       | Sean Penn                   | Javier Bardem, Charlize Theron, Jean Reno, Adèle Exarchopoulos               | États-Unis   |
| Sieranevada                         | Cristi Puiu                 | Mimi Brănescu, Bogdan Dumitrache                                             | Roumanie     |
| Elle                                | Paul Verhoeven              | Isabelle Huppert, Laurent Lafitte, Charles Berling, Virginie Efira           | France       |
| The Neon Demon                      | Nicolas Winding Refn        | Elle Fanning, Jena Malone, Bella Heathcote, Abbey Lee, Keanu Reeves          | Danemark     |

#### Un certain regard
La section Un certain regard comprend 18 films :
| Titre | Réalisation                     | Pays                  |
| --- | ------------------------------- | --------------------- |
| Clash (Eshtebak) (film d'ouverture)                                                                          | Mohamed Diab                    | Égypte                |
| Après la tempête (Umi yori mo mada fukaku)                                                                   | Hirokazu Kore-eda               | Japon                 |
| Apprentice                                                                                                   | Junfeng Boo                     | Singapour             |
| Beyond the Mountains and Hills (Me’ever Laharim Vehagvaot)                                                   | Eran Kolirin                    | Israël                |
| Captain Fantastic                                                                                            | Matt Ross                       | États-Unis            |
| Comancheria (Hell or High Water)                                                                             | David Mackenzie                 | États-Unis            |
| La Danseuse en compétition pour la Caméra d'or                                                               | Stéphanie Di Giusto             | France                |
| Le Disciple (Uchenik)                                                                                        | Kirill Serebrennikov            | Russie                |
| Dogs (Caini) en compétition pour la Caméra d'or                                                              | Bogdan Mirică                   | Roumanie              |
| Olli Mäki (Hymyilevä Mies) en compétition pour la Caméra d'or                                                | Juho Kuosmanen                  | Finlande              |
| Harmonium (Fuchi ni Tatsu)                                                                                   | Kōji Fukada                     | Japon                 |
| Un vent de liberté (Varoonegi)                                                                               | Behnam Behzadi                  | Iran                  |
| La Longue Nuit de Francisco Sanctis (La Larga Noche de Francisco Sanctis) en compétition pour la Caméra d'or | Francisco Màrquez, Andrea Testa | Argentine             |
| Pericle il nero                                                                                              | Stefano Mordini                 | Italie                |
| Personal Affairs (Omor Shakhsiya) en compétition pour la Caméra d'or                                         | Maha Haj                        | Israël                |
| La Tortue rouge (The Red Turtle) en compétition pour la Caméra d'or                                          | Michael Dudok de Wit            | France Japon Belgique |
| The Transfiguration en compétition pour la Caméra d'or                                                       | Michael O'Shea                  | États-Unis            |
| Voir du pays                                                                                                 | Delphine Coulin, Muriel Coulin  | France                |

#### Hors compétition
| Titre                                                            | Réalisation         | Pays         |
| ---------------------------------------------------------------- | ------------------- | ------------ |
| Café Society (film d'ouverture)                                  | Woody Allen         | États-Unis   |
| The Nice Guys                                                    | Shane Black         | États-Unis   |
| Money Monster                                                    | Jodie Foster        | États-Unis   |
| The Strangers (Gokseong, 곡성)                                   | Na Hong-jin         | Corée du Sud |
| Le Bon Gros Géant (The BFG)                                      | Steven Spielberg    | États-Unis   |
| Hands of Stone (projection spéciale en hommage à Robert De Niro) | Jonathan Jakubowicz | États-Unis   |

##### Séances de minuit
| Titre                                   | Réalisation          | Pays         |
| --------------------------------------- | -------------------- | ------------ |
| Blood Father                            | Jean-François Richet | États-Unis   |
| Gimme Danger                            | Jim Jarmusch         | États-Unis   |
| Dernier train pour Busan (Bu-san-haeng) | Yeon Sang-ho         | Corée du Sud |

##### Séances spéciales
| Titre                                                     | Réalisation                           | Pays            |
| --------------------------------------------------------- | ------------------------------------- | --------------- |
| La Dernière Plage (L'ultima spiaggia)                     | Thanos Anastopoulos, Davide Del Degan | Grèce, Italie   |
| Chouf                                                     | Karim Dridi                           | France, Tunisie |
| Peshmerga                                                 | Bernard-Henri Lévy                    | France          |
| La Forêt de Quinconces en compétition pour la Caméra d'or | Grégoire Leprince-Ringuet             | France          |
| Wrong Elements                                            | Jonathan Littell                      | États-Unis      |
| Hissein Habré, une trilogie tchadienne                    | Mahamat Saleh Haroun                  | Tchad           |
| Exil                                                      | Rithy Panh                            | Cambodge        |
| La Mort de Louis XIV                                      | Albert Serra                          | Espagne         |
| Le Cancre                                                 | Paul Vecchiali                        | France          |

#### Cinéfondation
| Titre                       | Réalisation            |                                                                                  | Pays               |
| --------------------------- | ---------------------- | -------------------------------------------------------------------------------- | ------------------ |
| In the Hills                | Hamid Ahmadi           | London Film School                                                               | Royaume-Uni        |
| Submarine                   | Mounia Akl             | Columbia University School of the Arts                                           | États-Unis         |
| A nyalintás nesze           | Nadja Andrasev         | Université d'art appliqué Moholy-Nagy                                            | Hongrie            |
| Toate Fluviile Curg în Mare | Alexandru Badea        | Université nationale d'art théâtral et cinématographique Ion Luca Caragiale      | Roumanie           |
| Ailleurs                    | Mélody Boulissière     | École nationale supérieure des arts décoratifs                                   | France             |
| Gabber Lover                | Anna Cazenave Cambet   | La Femis                                                                         | France             |
| The Alan Dimension          | Jac Clinch             | National Film and Television School                                              | Royaume-Uni        |
| Poubelle                    | Alexandre Gilmet       | Institut national supérieur des arts du spectacle et des techniques de diffusion | Belgique           |
| Dobro                       | Marta Hernaiz Pidal    | Film.factory                                                                     | Bosnie-Herzégovine |
| La Culpa, Probablemente     | Michael Labarca        | Université des Andes                                                             | Venezuela          |
| Las Razones del Mundo       | Ernesto Martìnez Bucio | Centro de Capacitación Cinematográfica                                           | Mexique            |
| 1 Kilogram                  | Park Young-Ju          | Université nationale des arts de Corée                                           | Corée du Sud       |
| Aram                        | Fereshteh Parnian      | Université Lumière-Lyon-II                                                       | France             |
| Gudh                        | Saurav Rai             | Satyajit Ray Film & TV Institute                                                 | Inde               |
| La Santa che dorme          | Laura Samani           | Centro sperimentale di cinematografia                                            | Italie             |
| Bei Wind und Wetter         | Remo Scherrer          | Hochschule Luzern - Design & Kunst                                               | Suisse             |
| Anna                        | Or Sinai               | The Sam Spiegel Film & TV School                                                 | Israël             |
| Business'                   | Malena Vain            | Universidad del Cine                                                             | Argentine          |

#### Courts métrages
| Titre                                                                     | Réalisation                         | Pays            |
| ------------------------------------------------------------------------- | ----------------------------------- | --------------- |
| La Laine sur le Dos                                                       | Lotfi Achour                        | Tunisie, France |
| Dreamlands                                                                | Sara Dunlop                         | Royaume-Uni     |
| Timecode                                                                  | Juanjo Giménez                      | Espagne         |
| Imago                                                                     | Reymund Gutierrez                   | Philippines     |
| Mère (Madre)                                                              | Simón Mesa Soto                     | Colombie, Suède |
| La Jeune fille qui dansait avec le Diable (A Moça que Dançou com o Diabo) | João Paulo Miranda Maria            | Brésil          |
| Après Suzanne                                                             | Félix Moati                         | France          |
| 4:15 P.M. Sfarsitul Lumii                                                 | Catalin Rotaru, Gabi Virginia Sarga | Roumanie        |
| Il Silenzio                                                               | Farnoosh Samadi, Ali Asgari         | Italie          |
| Fight on a Swedish Beach                                                  | Simon Vahlne                        | Suède           |

#### Cannes Classics

##### Fiction
| Titre | Réalisation          | Pays               | Date |
| --- | -------------------- | ------------------ | ---- |
| Ces messieurs dames (Signore e Signori)                                                                                              | Pietro Germi         | Italie France      | 1966 |
| Un homme et une femme | Claude Lelouch       | France             | 1966 |
| La Dernière Chance (Die letzte Chance)                                                                                               | Leopold Lindtberg    | Suisse             | 1945 |
| La Vallée de la paix (Dolina Miru)                                                                                                   | France Štiglic       | Slovénie           | 1956 |
| Ikarie XB-1 | Jindřich Polák       | République tchèque | 1963 |
| Quand naîtra le jour (Jago hua savera)                                                                                               | A. J. Kardar         | Pakistan           | 1958 |
| Mémoires du sous-développement (Memorias del subdesarrollo)                                                                          | Tomás Gutiérrez Alea | Cuba               | 1968 |
| Santi-Vina | Thavi Na Bangchang   | Thaïlande          | 1954 |
| Amour (Szerelem) | Károly Makk          | Hongrie            | 1971 |
| Retour à Howards End (Howards End)                                                                                                   | James Ivory          | Royaume-Uni Japon  | 1992 |
| Le Décalogue 5 : Tu ne tueras point (Dekalog V : Nie zabijaj) Le Décalogue 6 : Tu ne seras pas luxurieux (Dekalog VI : Nie cudzołóż) | Krzysztof Kieślowski | Pologne            | 1989 |
| Momotaro, le divin soldat de la mer (Momotarô, Umi no shinpei)                                                                       | Mitsuyo Seo          | Japon              | 1945 |
| La Vengeance aux deux visages (One-Eyed Jacks)                                                                                       | Marlon Brando        | États-Unis         | 1961 |
| Solaris (Solyaris) | Andreï Tarkovski     | Union soviétique   | 1972 |
| Les Contes de la lune vague après la pluie (Ugetsu monogatari)                                                                       | Kenji Mizoguchi      | Japon              | 1953 |
| Dragées au poivre | Jacques Baratier     | France             | 1963 |
| Valmont | Miloš Forman         | France             | 1989 |
| Gueule d'amour | Jean Grémillon       | France             | 1937 |
| Masculin féminin | Jean-Luc Godard      | France             | 1966 |
| Indochine | Régis Wargnier       | France             | 1992 |
| Adieu Bonaparte | Youssef Chahine      | France Égypte      | 1984 |
| La Chambre des tortures (Pit and the Pendulum)                                                                                       | Roger Corman         | États-Unis         | 1961 |
| Rendez-vous de juillet | Jacques Becker       | France             | 1949 |

##### Documentaires
| Titre                                                     | Réalisation                                    | Pays       | Sujet                                                         |
| --------------------------------------------------------- | ---------------------------------------------- | ---------- | ------------------------------------------------------------- |
| Faits divers                                              | Raymond Depardon                               | France     | Quotidien de policiers français                               |
| Hospital                                                  | Frederick Wiseman                              | États-Unis | Quotidien d'un hôpital à New York                             |
| Farrebique                                                | Georges Rouquier                               | France     | Paysan de l'Aveyron. Présenté pour les 70 ans de la FIPRESCI. |
| Voyage à travers le cinéma français                       | Bertrand Tavernier                             | France     | Cinéma français                                               |
| The Cinema Travelers                                      | Shirley Abraham, Amit Madheshiya               | Inde       | Cinéma itinérant en Inde                                      |
| The Family Whistle                                        | Michele Russo                                  | Italie     | Famille Coppola                                               |
| Cinema Novo                                               | Eryk Rocha                                     | Brésil     | Cinema Novo                                                   |
| Midnight Returns: The Story of Billy Hayes and Turkey     | Sally Sussman                                  | États-Unis | Midnight Express et Billy Hayes                               |
| Bright Lights: Starring Carrie Fisher and Debbie Reynolds | Alexis Bloom, Fisher Stevens                   | États-Unis | Carrie Fisher et Debbie Reynolds                              |
| Gentleman Rissient                                        | Benoît Jacquot, Pascal Mérigeau, Guy Seligmann | France     | Pierre Rissient                                               |
| Close encounters with Vilmos Zsigmond                     | Pierre Filmon                                  | France     | Vilmos Zsigmond                                               |
| Et La femme créa Hollywood                                | Clara Kuperberg, Julia Kuperberg               | France     | Pionnières oubliées d'Hollywood                               |
| Bernadette Lafont et Dieu créa la femme libre             | Esther Hoffenberg                              | France     | Bernadette Lafont                                             |

##### Séances spéciales
| Titre                                          | Réalisation     | Pays           | Date |
| ---------------------------------------------- | --------------- | -------------- | ---- |
| La Planète des vampires (Terrore nello spazio) | Mario Bava      | Italie Espagne | 1965 |
| Tiempo de morir                                | Arturo Ripstein | Mexique        | 1966 |

#### Cinéma de la Plage
| Titre                                               | Réalisation         | Pays          | Date |
| --------------------------------------------------- | ------------------- | ------------- | ---- |
| Purple Rain                                         | Albert Magnoli      | États-Unis    | 1984 |
| Le Roi de cœur                                      | Philippe de Broca   | France Italie | 1966 |
| Coup de tête                                        | Jean-Jacques Annaud | France        | 1979 |
| The Endless Summer                                  | Bruce Brown         | États-Unis    | 1966 |
| Le Dictateur (The Dictator)                         | Charlie Chaplin     | États-Unis    | 1940 |
| Sorcerer                                            | William Friedkin    | États-Unis    | 1977 |
| Le Fanfaron (Il Sorpasso)                           | Dino Risi           | Italie        | 1962 |
| En quatrième vitesse (Kiss me deadly)               | Robert Aldrich      | États-Unis    | 1955 |
| Nous nous sommes tant aimés (C'eravamo tanto amati) | Ettore Scola        | Italie        | 1974 |

### Quinzaine des réalisateurs

#### Longs métrages
| Titre                                                  | Réalisation          | Pays                              |
| ------------------------------------------------------ | -------------------- | --------------------------------- |
| Divines en compétition pour la Caméra d'or             | Houda Benyamina      | France                            |
| Fiore                                                  | Claudio Giovannesi   | Italie, France                    |
| L'Économie du couple                                   | Joachim Lafosse      | France, Belgique                  |
| L'Effet aquatique                                      | Sólveig Anspach      | France, Islande                   |
| Folles de joie                                         | Paolo Virzì          | Italie, France                    |
| Les Vies de Thérèse                                    | Sébastien Lifshitz   | France                            |
| Ma vie de Courgette en compétition pour la Caméra d'or | Claude Barras        | Suisse, France                    |
| Mean Dreams                                            | Nathan Morlando      | Canada                            |
| Mercenaire en compétition pour la Caméra d'or          | Sacha Wolff          | France                            |
| Neruda                                                 | Pablo Larraín        | Argentine, Chili, Espagne, France |
| Poesía Sin Fin                                         | Alejandro Jodorowsky | Chili, Japon, France              |
| Raman Raghav 2.0                                       | Anurag Kashyap       | Inde                              |
| Risk                                                   | Laura Poitras        | États-Unis, Allemagne             |
| Tour de France                                         | Rachid Djaïdani      | France                            |
| Un ours et deux amants                                 | Kim Nguyen           | Canada                            |
| Wolf and Sheep en compétition pour la Caméra d'or      | Shahrbanoo Sadat     | Danemark, Afghanistan             |

#### Courts métrages
| Titre               | Réalisation                    | Pays               |
| ------------------- | ------------------------------ | ------------------ |
| Abigail             | Isabel Penoni, Valentina Homem | Brésil             |
| Chasse Royale       | Lise Akoka, Romane Guéret      | France             |
| Decorado            | Alberto Vazquez                | Espagne            |
| Habat Shel Hakala   | Tamar Rudoy                    | Israël             |
| Happy End           | Jan Saska                      | République tchèque |
| Hitchhiker          | Jero Yun                       | Corée du Sud       |
| Import              | Ena Sendijarevic               | Pays-Bas           |
| Prenjak             | Wregas Bhanuteja               | Indonésie          |
| Kindil el Bahr      | Damien Ounouri                 | Algérie            |
| Léthé               | Dea Kulumbegashvili            | Géorgie            |
| Listen to Beethoven | Garri Bardine                  | Russie             |
| Zvir                | Miroslav Sikavica              | Croatie            |

#### Séances spéciales
| Titre                                                  | Réalisation      | Pays           |
| ------------------------------------------------------ | ---------------- | -------------- |
| Fais de beaux rêves (Fai bei sogni) (film d'ouverture) | Marco Bellocchio | Italie, France |
| Dog Eat Dog (film de clôture)                          | Paul Schrader    | États-Unis     |

### Semaine de la critique

#### Longs métrages
| Titre                                                                     | Réalisation          | Pays                          |
| ------------------------------------------------------------------------- | -------------------- | ----------------------------- |
| Albüm en compétition pour la Caméra d'or                                  | Mehmet Can Mertoğlu  | Turquie                       |
| Diamond Island                                                            | Davy Chou            | Cambodge, France              |
| Grave en compétition pour la Caméra d'or                                  | Julia Ducournau      | France                        |
| Mimosas : La Voie de l'Atlas (Las Mimosas)                                | Oliver Laxe          | Espagne, France, Maroc, Qatar |
| Une semaine et un jour (Shavua Ve Yom) en compétition pour la Caméra d'or | Asaph Polonsky       | Israël                        |
| Tramontane en compétition pour la Caméra d'or                             | Vatche Boulghourjian | Liban                         |
| A Yellow Bird en compétition pour la Caméra d'or                          | K. Rajagopal         | Singapour                     |

#### Courts métrages
| Titre                              | Réalisation           | Pays                |
| ---------------------------------- | --------------------- | ------------------- |
| Arnie                              | Rina B.Tsou           | Taïwan, Philippines |
| Ascensão                           | Pedro Peralta         | Portugal            |
| Campo de Víboras                   | Cristèle Alves Meira  | Portugal            |
| O Delírio É a Redenção dos Aflitos | Felipe Fernandes      | Brésil              |
| L'Enfance d'un chef                | Antoine de Bary       | France              |
| Limbo                              | Konstantina Kotzamani | Grèce               |
| Oh what a Beautiful Feeling        | François Jaros        | Canada              |
| Prenjak                            | Wregas Bhanuteja      | Indonésie           |
| Le Soldat Vierge                   | Erwan Le Duc          | France              |
| Superbia                           | Luca Tòth             | Hongrie             |

#### Séances spéciales

##### Longs métrages
| Titre                                                       | Réalisation              | Pays   |
| ----------------------------------------------------------- | ------------------------ | ------ |
| Victoria (film d'ouverture)                                 | Justine Triet            | France |
| Happy Times Will Come Soon (I tempi felici verranno presto) | Alessandro Comodin       | Italie |
| Apnée en compétition pour la Caméra d'or                    | Jean-Christophe Meurisse | France |

##### Courts métrages
| Titre                                                                  | Réalisation           | Pays       |
| ---------------------------------------------------------------------- | --------------------- | ---------- |
| Los Pasos del Agua                                                     | César Augusto Acevedo | Colombie   |
| From the Diary of a Wedding Photographer (Myomano Shel Tzalom Hatonot) | Nadav Lapid           | Israël     |
| Bonne Figure (séance de clôture)                                       | Sandrine Kiberlain    | France     |
| En moi (séance de clôture)                                             | Laetitia Casta        | France     |
| Kitty (séance de clôture)                                              | Chloë Sevigny         | États-Unis |

### ACID
| Titre                                  | Réalisation                                                          | Pays                 |
| -------------------------------------- | -------------------------------------------------------------------- | -------------------- |
| Isola                                  | Fabianny Deschamps                                                   | France               |
| La Jeune Fille sans mains              | Sébastien Laudenbach                                                 | France               |
| Madame B, Histoire d'une Nord-Coréenne | Jéro Yun                                                             | France, Corée du Sud |
| Le Parc                                | Damien Manivel                                                       | France               |
| Sac la mort                            | Emmanuel Parraud                                                     | France               |
| Swagger                                | Olivier Babinet                                                      | France               |
| Tombé du ciel                          | Wissam Charaf                                                        | France, Liban        |
| Le Voyage au Groenland                 | Sébastien Betbeder                                                   | France               |
| Willy 1er                              | Ludovic Boukherma, Zoran Boukherma, Marielle Gautier, Hugo P. Thomas | France               |

## Palmarès

### Palmarès officiel

#### Compétition
| Prix                               | Attribué à                                       | Pays        |
| ---------------------------------- | ------------------------------------------------ | ----------- |
| Palme d'or                         | Moi, Daniel Blake (I, Daniel Blake) de Ken Loach | Royaume-Uni |
| Grand prix                         | Juste la fin du monde de Xavier Dolan            | Canada      |
| Prix d'interprétation féminine     | Jaclyn Jose dans Ma' Rosa                        | Philippines |
| Prix d'interprétation masculine    | Shahab Hosseini dans Le Client (Forushande)      | Iran        |
| Prix de la mise en scène (ex æquo) | Olivier Assayas pour Personal Shopper            | France      |
| Prix de la mise en scène (ex æquo) | Cristian Mungiu pour Baccalauréat (Bacalaureat)  | Roumanie    |
| Prix du jury                       | American Honey de Andrea Arnold                  | Royaume-Uni |
| Prix du scénario                   | Asghar Farhadi pour Le Client (Forushande)       | Iran        |

#### Palme d'honneur
| Prix            | Attribué à        | Pays   |
| --------------- | ----------------- | ------ |
| Palme d'honneur | Jean-Pierre Léaud | France |

#### Caméra d'or
| Prix        | Attribué à                 | Pays   |
| ----------- | -------------------------- | ------ |
| Caméra d'or | Divines de Houda Benyamina | France |

#### Un certain regard
| Prix                               | Attribué à                                               | Pays       |
| ---------------------------------- | -------------------------------------------------------- | ---------- |
| Prix Un certain regard             | Olli Mäki (Hymyilevä Mies) de Juho Kuosmanen             | Finlande   |
| Prix du jury                       | Harmonium (Fuchi ni Tatsu) de Kōji Fukada                | Japon      |
| Prix spécial « Un Certain Regard » | La Tortue rouge (The Red Turtle) de Michael Dudok de Wit | Pays-Bas   |
| Prix de la mise en scène           | Matt Ross pour Captain Fantastic                         | États-Unis |
| Prix du scénario                   | Delphine Coulin et Muriel Coulin pour Voir du pays       | France     |

#### Cinéfondation
| Prix     | Attribué à                                 | Ecole                                          |
| -------- | ------------------------------------------ | ---------------------------------------------- |
| 1er prix | Anna de Or Sinai                           | The Sam Spiegel Film and TV School, Israël     |
| 2e prix  | In the Hills de Hamid Ahmadi               | London Film School, Royaume-Uni                |
| 3e prix  | A nyalintás nesze de Nadja Andrasev        | Université d'art appliqué Moholy-Nagy, Hongrie |
| 3e prix  | La Culpa, Probablemente de Michael Labarca | Université des Andes, Venezuela                |

#### Courts métrages
| Prix                        | Attribué à                                                                                            | Pays    |
| --------------------------- | --- | ------- |
| Palme d'or du court métrage | Timecode de Juanjo Giménez                                                                            | Espagne |
| Mention spéciale            | La Jeune fille qui dansait avec le Diable (A Moça que Dançou com o Diabo) de João Paulo Miranda Maria | Brésil  |

### Quinzaine des réalisateurs
| Prix                         | Attribué à                                   | Pays                 |
| ---------------------------- | -------------------------------------------- | -------------------- |
| Art Cinema Award (CICAE)     | Wolf and Sheep de Shahrbanoo Sadat           | Danemark Afghanistan |
| Prix SACD                    | L'Effet aquatique de Sólveig Anspach         | France Islande       |
| Prix SACD - Mention spéciale | Divines de Houda Benyamina                   | France               |
| Label Europa Cinemas         | Mercenaire de Sacha Wolff                    | France               |
| Prix Illy du court métrage   | Chasse Royale de Lise Akoka et Romane Guéret | Royaume-Uni          |
| Carrosse d'or                | Aki Kaurismäki                               | Finlande             |

### Semaine de la critique
| Prix                                              | Attribué à                                               | Pays                          |
| ------------------------------------------------- | -------------------------------------------------------- | ----------------------------- |
| Grand prix Nespresso de la semaine de la critique | Mimosas : La Voie de l'Atlas (Las Mimosas) d'Oliver Laxe | Espagne, France, Maroc, Qatar |
| Prix Révélation France 4                          | Album de famille (Albüm) de Mehmet Can Mertoğlu          | Turquie                       |
| Prix SACD                                         | Diamond Island de Davy Chou                              | Cambodge France               |
| Aide Fondation Gan pour la diffusion              | One Week and a Day (Shavua Ve Yom) de Asaph Polonsky     | Israël                        |
| Prix Découverte Leica Cine du court métrage       | Prenjak de Wregas Bhanuteja                              | Indonésie                     |
| Prix Canal+ du court métrage                      | L'Enfance d'un chef d'Antoine de Bary                    | France                        |

### Autres prix
| Prix                                         | Prix                                   | Attribué à                                                 | Pays                   |
| -------------------------------------------- | -------------------------------------- | ---------------------------------------------------------- | ---------------------- |
| Prix FIPRESCI                                | Compétition                            | Toni Erdmann de Maren Ade                                  | Allemagne Roumanie     |
| Prix FIPRESCI                                | Un certain regard                      | Dogs (Câini) de Bogdan Mirică                              | Roumanie               |
| Prix FIPRESCI                                | Semaine de la Critique                 | Grave de Julia Ducournau                                   | France                 |
| Prix du jury œcuménique                      | Compétition                            | Juste la fin du monde de Xavier Dolan                      | Canada France          |
| Prix du jury œcuménique                      | Mentions spéciales                     | American Honey de Andrea Arnold                            | Royaume-Uni États-Unis |
| Prix du jury œcuménique                      | Mentions spéciales                     | Moi, Daniel Blake (I, Daniel Blake) de Ken Loach           | Royaume-Uni            |
| Prix François-Chalais                        | Prix François-Chalais                  | Le Disciple (Uchenik) de Kirill Serebrennikov              | Russie                 |
| L'Œil d'or                                   | Prix de L'Œil d'or                     | Cinema Novo de Eryk Rocha                                  | Brésil                 |
| L'Œil d'or                                   | Mention spéciale                       | The Cinema Travelers de Shirley Abraham et Amit Madheshiya | Inde                   |
| Trophée Chopard                              | Révélation féminine                    | Bel Powley                                                 | Royaume-Uni            |
| Trophée Chopard                              | Révélation masculine                   | John Boyega                                                | Royaume-Uni Nigeria    |
| Queer Palm                                   | Queer palm du long-métrage             | Les Vies de Thérèse de Sébastien Lifshitz                  | France                 |
| Queer Palm                                   | Queer palm du court-métrage            | Gabber Lover de Anna Cazenave Cambet                       | France                 |
| Palme Dog                                    | Palme Dog                              | Nellie dans Paterson (à titre posthume)                    | États-Unis             |
| Palme Dog                                    | Prix spéciaux                          | Jacques dans Victoria                                      | France                 |
| Palme Dog                                    | Prix spéciaux                          | Moi, Daniel Blake (I, Daniel Blake) de Ken Loach           | Royaume-Uni            |
| Palme Cat                                    | Palme Cat                              | Marty dans Elle                                            | France                 |
| Cannes Soundtrack Award                      | Cannes Soundtrack Award                | Cliff Martinez pour The Neon Demon                         | États-Unis             |
| Cannes Soundtrack Award                      | Cannes Soundtrack Award du superviseur | Bruno Dumont pour Ma Loute                                 | France                 |
| Prix Vulcain de l'artiste technicien         | Prix Vulcain de l'artiste technicien   | Seong-Hie Ryu pour la direction artistique de Mademoiselle | Corée du Sud           |
| Meilleurs films des agrégateurs de critiques | Le Film français                       | Baccalauréat (Bacalaureat) de Cristian Mungiu              | Roumanie               |
| Meilleurs films des agrégateurs de critiques | Screen International                   | Toni Erdmann de Maren Ade                                  | Allemagne              |